# Грицкевичский сельсовет
Грицкевичский сельсовет — упразднённая административно-территориальная единица на территории Несвижского района Минской области Республики Беларусь. Административный центр — агрогородок Грицкевичи.

## История
28 июня 2013 года упразднён Грицкевичский сельсовет, населённые пункты включены в состав Сновского сельсовета.

## Состав
Грицкевичский сельсовет включает 5 населённых пунктов:
- Грицкевичи — агрогородок.
- Грицы — деревня.
- Мацилёвщина — деревня.
- Нелепово — деревня.
- Супруновичи — деревня.